# Robert Wasilewski (piłkarz ręczny)
Robert Wasilewski (ur. 14 grudnia 1958 w Krakowie) – polski piłkarz ręczny, grający na pozycji bramkarza. Wielokrotny reprezentant kraju, trzykrotnie mistrz Polski seniorów (1979, 1980, 1981). Długoletni trener bramkarzy w Gwardii Opole (do 2014).

## Kariera

### Klubowa
Karierę zawodniczą rozpoczął w klubie MKS Krakus Kraków, gdzie występował w latach 1974-1977 i w 1976 zdobył wicemistrzostwo Polski juniorów. W latach 1977–1982 reprezentował barwy Hutnika Kraków, z którym zdobył trzykrotnie mistrzostwo Polski (1979, 1980, 1981), raz wicemistrzostwo Polski (1978) oraz Puchar Polski (1978). W latach 1982–1988 występował w Gwardii Opole, w latach 1988-1990 w portugalskim zespole Vitória Setúbal, z którym w 1990 zdobył wicemistrzostwo kraju. Po powrocie do Polski występował jeszcze jako grający trener w LZS Ochodze (1995-2000). W latach 2000–2015 był trenerem bramkarzy w Gwardii Opole (do 2003 występował także jako zawodnik). Jego zawodnikiem był m.in. Adam Malcher.

### Reprezentacyjna
W reprezentacji juniorów oraz młodzieżowej reprezentacji Polski zagrał 62 razy. M.in wystąpił na młodzieżowych mistrzostwach świata w 1979, zajmując z drużyną 10. miejsce. W reprezentacji Polski seniorów rozegrał 63 spotkania. m.in. wystąpił na mistrzostwach świata grupy "B" w 1987 (3. miejsce) i 1989 (2. miejsce).